# 异狄氏剂
异狄氏剂（英語：Endrin）也稱為安特靈，是一种有机氯化合物，常用作杀虫剂和灭鼠剂。它是一种无色无味的固体，但商业样品通常是白色，也有以乳化液形式出售。此化合物也是一种持久性有機污染物因此在许多国家禁止出售。